# Cryptocarya chingii
Cryptocarya chingii W.C.Cheng – gatunek rośliny z rodziny wawrzynowatych (Lauraceae Juss.). Występuje naturalnie w północnym Wietnamie oraz południowych Chinach (w prowincjach Guangdong, Hajnan, Jiangxi, Fujian i Zhejiang oraz w regionie autonomicznym Kuangsi). 

## Morfologia
PokrójZimozielone drzewo dorastające do 12 m wysokości. Gałęzie są nagie i mają brązowoszarą barwę.
LiścieNaprzemianległe. Mają kształt od podłużnego do odwrotnie jajowatego. Mierzą 6–13 cm długości oraz 3–5 cm szerokości. Są skórzaste, nagie. Nasada liścia jest klinowa. Blaszka liściowa jest o spiczastym wierzchołku. Ogonek liściowy jest owłosiony i dorasta do 5–10 mm długości.
KwiatySą zebrane w wiechy o owłosionych osiach, rozwijają się w kątach pędów lub na ich szczytach. Kwiatostan osiąga 4–6 cm długości. Listki okwiatu są mniej lub bardziej owłosione i mają żółtawą barwę. Mają 9 pręcików i 3 prątniczki o strzałkowatym kształcie.
OwoceMają elipsoidalny kształt, osiągają 1,7 cm długości i 1 cm szerokości, są nagie, mają zielonkawy kolor, później przebarwiając się na czerwonawo.

## Biologia i ekologia
Rośnie w wiecznie zielonych lasach. Występuje na wysokości do 750 m n.p.m. Kwitnie od czerwca do października, natomiast owoce dojrzewają od września do marca. 

## Zastosowanie
Drewno tego gatunku jest twarde i długowieczne i twarde – jest używane w ebanistyce. Gałęzie zawierają olejek eteryczny – lepką ciecz z drewna miesza się z wodą i stosuje się jako lakier do włosów.